# Леопольд Людвиг Австрийский
Леопольд Людвиг Мария Франц Юлий Эсторгиус Герхард Австрийский (нем. Leopold Ludwig Maria Franz Julius Estorgius Gerhard von Ósterreich; 6 июня 1823[…], Милан — 24 мая 1898[…], Хернштайн, Баден) — австрийский эрцгерцог; третий ребёнок и старший сын эрцгерцога Райнера Иосифа Австрийского (1783—1853) и принцессы Елизаветы Савойской (1800—1856). Главнокомандующий австро-венгерским флотом в 1864—1868 годах.

## Биография
Леопольд Людвиг родился в 1823 году в Милане, где его отец служил наместником короля в Ломбардии-Венеции с 1818 по 1848 год. Младший брат Леопольда Людвига, эрцгерцог Райнер Фердинанд (1827—1913), занимал пост австрийского министра-президента с 1859 по 1861 год. Леопольд последовал по стопам отца и посвятил жизнь карьере военного, получив звание фельдмаршала-лейтенанта австрийской армии.
Перестроил имение Хернштайн, превратив его в роскошный дворец в готическом стиле.
На военной службе он дослужился до чина генерал-лейтенанта в 1850 году и генерала от кавалерии в 1867 году. Он был командиром 53-го пехотного полка, а также главой Русско-Украинского уланского полка № 13 и Прусского 6-го пехотного полка, а с 1868 года — генерал-инспектором Императорского инженерного корпуса. Во время революции в Италии в 1848 году, Леопольд сыграл ключевую роль во взятии форта Маргера. Занимаясь исследованиями в области военной техники, Леопольд преуспел в изобретениях в области мин, морских мин и торпед, а также существенно реформировал и модернизировал инженерные войска. Под его руководством бригады инженеров работали на строительстве туннелей венского водопровода.
Когда в марте 1864 года эрцгерцог Фердинанд Максимилиан готовился занять трон Мексики, император Франц Иосиф I отправил Леопольда в Мирамар, чтобы уговорить Максимилиана подписать акт об отречения. Двоюродные братья никогда не были друзьями, и Максимилиан рассматривал Леопольда как одного из эрцгерцогов, которые выиграют от его отказа от наследственных прав в Австрии. Максимилиан отложил подписание «семейного договора», как его называли, до визита Франца Иосифа в Мирамар 9 апреля 1864 года.
К огорчению и раздражению Максимилиана, Леопольд был повышен до звания вице-адмирала австро-венгерского флота и исполнял обязанности генерального инспектора морских войск и флота с 1865 по 25 февраля 1868 года. После инсульта в 1868 году Леопольд ушел из общественной жизни. В 1880 году он поручил Теофилу фон Хансену перестроить Хернштейн в историческом стиле и посвятил себя охоте. Однако, очередной инсульт приковал эрцгерцога к инвалидному креслу в последние годы его жизни.
Леопольд никогда не был женат и не имел детей. Он умер в Хорнштайне 24 мая 1898 года.